# Gopichand
Gopichand är ett indiskt folkinstrument som är mycket populärt i Bengalen. Instrumentet är en variant av ektar och är uppbyggt av ett par bambupinnar ihopsatta på ena sidan och instuckna i en resonaslåda på den andra, där resonanslåda är gjord av en kalebass, kokosnöt eller konservburk. Instrument används som ett rytminstrument.